# Feroleto della Chiesa
Feroleto della Chiesa é uma comuna italiana da região da Calábria, província de Reggio Calabria, com cerca de 1.872 habitantes. Estende-se por uma área de 7 km², tendo uma densidade populacional de 267 hab/km². Faz fronteira com Anoia, Galatro, Laureana di Borrello, Maropati, Melicucco, Rosarno.

## Demografia
| Variação demográfica do município entre 1861 e 2011                               |
|                                                                                   |
| Fonte: Istituto Nazionale di Statistica (ISTAT) - Elaboração gráfica da Wikipedia |